# (7345) Happer
(7345) Happer (1992 OF) – planetoida z grupy przecinających orbitę Marsa okrążająca Słońce w ciągu 3,84 lat w średniej odległości 2,45 j.a. Odkryta 28 lipca 1992 roku.